# Nieuwe Wilden
De Nieuwe Wilden (Duits: Neue Wilde) is de naam die wordt gebruikt voor een 20e-eeuwse, naoorlogse kunststroming ontstaan in Duitsland omtrent 1980.
Een algemenere benaming voor deze wereldwijde opleving van schilderkunst aan het begin van de jaren tachtig van de 20e eeuw was neo-expressionisme. Daartoe werden ook de Amerikaanse schilders Julian Schnabel en David Salle gerekend. Het ging om een nieuwe vorm van 'brutaal' expressionisme. Het was een kunstopvatting die met zijn spontane schildersgebaren niet beantwoordde aan de schoonheidsnormen van de gangbare conceptuele en minimalistische kunst. Op doeken van grote formaten uitten de kunstenaars hun sociaal onbehagen; hun afschuw voor alle vormen van hypocrisie en fascisme en hun woede tegenover de gevestigde structuren.

## Geschiedenis
De exponenten van deze beweging, wat Duitsland betreft de Nieuwe Wilden en wat Italië betreft de Jonge Italianen genoemd, werden geboren na de Tweede Wereldoorlog. Hun artistieke denken was bepaald door de sfeer van de jaren vijftig en zestig. Hun schilderijen kwamen in de belangstelling in de jaren tachtig van de 20e eeuw. Een aantal van de Duitse schilders had hun atelier in een straatje in Keulen, dat de Mühlheimer Freiheit heet. Zo ontstond de bijnaam 'kunstenaars van de Mühlheimer Freiheit'. De groep werd in Keulen voor het eerst met internationale respons gepresenteerd door Galerie Paul Maenz. Door de 'overspannen' kunstmarkt werden hun werken binnen enkele maanden onbetaalbaar.
In Nederland was het Peter Klashorst die als zelfbenoemde 'Nieuwe Wilde' bekend werd. Hij richtte later samen met Jurriaan van Hall de schildersgroep After Nature op. René Daniëls verwierf in de jaren tachtig internationaal aanzien en werd op de Documenta van 1992 (georganiseerd door Jan Hoet) geëerd met een speciaal erekabinet.

## Exposities
Een belangrijke tentoonstelling die inspeelde op 'de honger naar beelden' werd in 1981 gehouden in de Royal Academy in Londen en heette A New Spirit in Painting. Een andere baanbrekende manifestatie was Zeitgeist in oktober 1982 in de Martin-Gropius-Bau te Berlijn. In Nederland werden de nieuwe kunstenaars voor het eerst getoond in Galerie Riekje Swart en in het Groninger Museum onder Frans Haks.

## 'De Nieuwe Wilden'
- Peter Angermann (Gruppe Normal)
- Elvira Bach
- Werner Büttner
- Wolfgang Cilarz (bekend als Salomé)
- Walter Dahn (Mühlheimer Freiheit)
- Martin Disler (Zwitser)
- Jiri Georg Dokoupil (Mühlheimer Freiheit)
- Rainer Fetting
- Peter Robert Keil
- Martin Kippenberger
- Jan Knap (Gruppe Normal)
- Milan Kunc (Gruppe Normal)
- Helmut Middendorf
- Albert Oehlen
- Markus Oehlen
- Elias Maria Reti
- Eugen Schönbeck

## Jonge Italianen (Transavanguardia Italiana)
- Sandro Chia
- Francesco Clemente
- Enzo Cucchi
- Mimmo Paladino

## Eerste generatie neo-expressionisten in Duitsland
- Georg Baselitz
- Jörg Immendorff
- Anselm Kiefer
- Markus Lüpertz
- A.R. Penck (pseudoniem van Ralf Winkler)

## Nieuwe wilden in Nederland
- Erik Andriesse
- René Daniëls
- Piet Dieleman
- Bart Domburg
- Jurriaan van Hall
- Floor van Keulen
- Peter Klashorst
- Maarten (van der) Ploeg
- John van 't Slot

## Nieuwe wilden in Vlaanderen
- Fred Bervoets
- Hugo Debaere heeft in de vroege jaren tachtig een korte olieverfperiode gehad die nauw aansloot bij deze richting. Zijn werk is echter niet in een vast kader onder te brengen. Toch bleef zijn werk de wilde karakteristieken behouden.

## Figuration Librein Frankrijk
- Rémi Blanchard
- François Boisrond
- Robert Combas
- Hervé Di Rossa

## Bad Painting in de VS
- Jean-Michel Basquiat
- Keith Haring
- David Salle
- Julian Schnabel